# Emboscada a grupo de Caballería
La Emboscada de Puerres fue un ataque perpetrado por la guerrilla de las Fuerzas Armadas Revolucionarias de Colombia - Ejército del Pueblo (FARC-EP) el 15 de abril de 1996 contra una columna motorizada del Ejército Nacional de Colombia, en La antena cerca de Los Alisales, en zona rural del municipio de Puerres, departamento de Nariño. Tras el ataque, realizado por aproximadamente 150 guerrilleros, 31 militares murieron y 16 quedaron heridos. El asalto de Puerres constituye el primer gran golpe dado por las FARC-EP a las Fuerzas Militares durante la ofensiva de 1996-1998.

## Ataque
En la tarde del 15 de abril, una caravana de 6 vehículos Avir del Grupo Cabal fue atacado por 150 insurgentes de los frentes 29, 32 y 48 de las FARC-EP, en momentos en que estos se movilizaban en la parte alta de la zona rural de Puerres, después de haber recogido a un grupo de soldados, armamento y material de intendencia de la Base de los Alisales y El Páramo (que tienen la misión de proteger el Oleoducto Transandino de Ecopetrol). La columna estaba al mando del capitán Ricardo Vásquez Ríos, que ese mismo día había sido relevado en su puesto por el subteniente Darío Ernesto Coral Lucero.
Los insurgentes habían planeado cuidadosamente el ataque, cubriendo un área de 1500 metros con su dispositivo y colocando la mayoría de sus cargas explosivas en el lugar donde la tubería del Oleoducto quedaba a la vista, es decir expuesta a la carretera. A las 17: 45 del 15 de abril de 1996, las primeras cargas hicieron explosión, cuando el convoy se hallaba a 18 kilómetros de cualquier puesto militar que pudiera brindar refuerzo. De forma paralela los guerrilleros abrieron fuego con fusiles, ametralladoras, granadas de mano y cohetes contra el resto de la columna. En ese momento el petróleo se inflamo por las detonaciones e incineró al menos 2 de los vehículos del Ejército con sus ocupantes a bordo. La hora del ataque -efectuado al anochecer en un área de páramo densamente nublado- impidió a los militares reaccionar eficazmente ante el asalto rebelde. La caravana fue copada en pocos minutos y los guerrilleros procedieron a robar el armamento y el material de intendencia de los soldados caídos. Según las autoridades militares varios de los uniformados heridos, fueron rematados con tiros de fusil por los subversivos. Los otros militares que sobrevivieron al ataque, incluyendo al Capitán y 2 suboficiales, se replegaron en pequeños grupos para evitar ser masacrados por los guerrilleros.
Solo en la madrugada del 16 de abril, tropas del Ejército Nacional pudieron llegar al área de los combates, debido a la dificultad del terreno y las pésimas condiciones climáticas del lugar. 19 militares sobrevivieron al ataque, 11 de ellos con heridas de diversa consideración.

## Militares caídos
Cabo HUMBERTO BLANCO IMITOLA
*SL CARLOS ORTIZ RIVERA
*SL WILSON PALACIOS MARTINEZ
*SL ROBERTO CARLOS PALOMINO
*SL LINDBERT MARTINEZ ESTUPIÑÁN
*SL JOSÉ ROMILIO MEZA PORTE
*SL ARCENIO MURILLO MONTAÑO
*SL RICHARD ORTIZ GUADIL
*SL JOSÉ PASCUAL PALACIOS SEGURA
*SL NIXON PERLAZA QUIÑONEZ
*SL OMAR WILSON PINCHAO BENITEZ
*SL EDISON MARCOS PRECIADO RODRIGUEZ
*SL JOSÉ NILSON VALDÉS TORRES
*SL VICTORIO BENAVIDES BIOJÓ
*SL LUIS ECCEHOMO BENAVIDES
*SL ADRIÁN ALEGRÍA ESTACIO
*SL JOSÉ FIDEL QUEMAG HERNÁNDEZ
*SL ALBERTO LBARRA FABIO
*SL JOSÉ ANTONIO OBANDO
*SL JAIME HERNANDO MUESES DOMINGUEZ
	*SL NIXON WILLIAM CAICEDO CAUSQUER
*SL SERVIO TULIO CEBALLOS PALMA
*SL LIBIO ORLANDO PERÉNGUEZ RODRIGUEZ
*SL ROSENDO HERNAN GARCIA RAMIREZ
*SL DIEGO EFRAIN CHAVEZ SOLARTE
*SL WILSON ENRIQUEZ ERIRÉ
*SL ESCOBAR CALPA JOSÉ PEDRO
*SL SEGUNDO ORTIZ VALLECILLA
*SL EIVER EFRAIN CAICEDO LUNA